# New York Jets 1963
La stagione 1963 dei New York Jets è stata la quarta della franchigia nell'American Football League, la prima con il nome "Jets", dopo avere abbandonato quello di "Titans". L'annata si chiuse con un bilancio di 5–8-1, all'ultimo posto della propria division sotto la direzione del nuovo capo-allenatore Weeb Ewbank. Fu anche l'ultima stagione in cui la squadra disputò le proprie gare interne al Polo Grounds prima di trasferirsi allo Shea Stadium. Nel ridenominarsi "Jets", il club abbandonò come colori sociali il blu e oro, passando al verde e al bianco. 

## Calendario

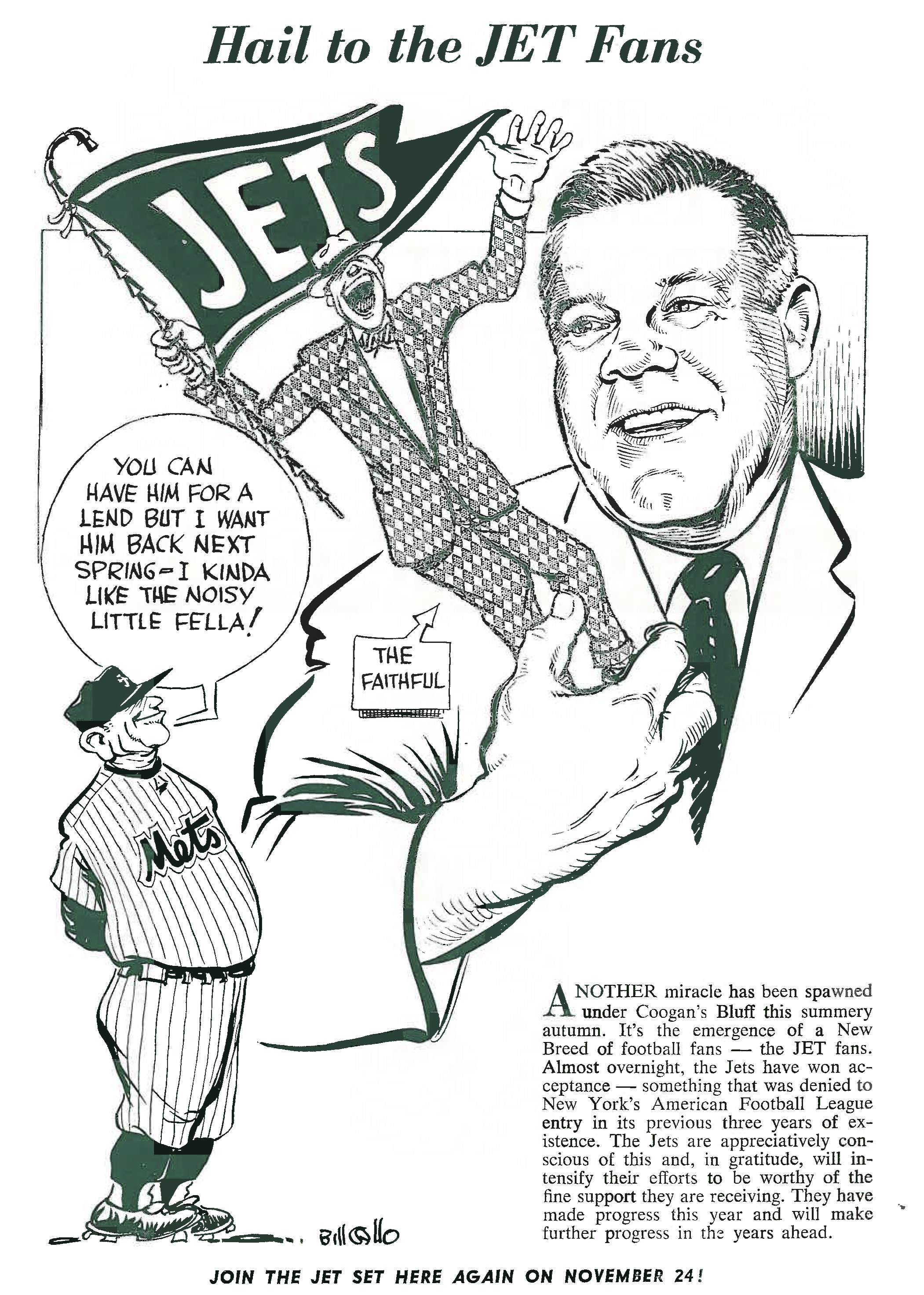
Il nuovo allenatore Weeb Ewbank nel programma della gara contro i Chargers del 2 novembre 1963

| Stagione regolare |                               |                    |                      |
| Turno             | Avversario                    | Risultato          | Stadio               |
| 1                 | at Boston Patriots            | S 38–14            | Alumni Stadium       |
| 2                 | Settimana di pausa            | Settimana di pausa | Settimana di pausa   |
| 3                 | Houston Oilers                | V 24–17            | Polo Grounds         |
| 4                 | Oakland Raiders               | V 10–7             | Polo Grounds         |
| 5                 | Boston Patriots               | V 31–24            | Polo Grounds         |
| 6                 | at San Diego Chargers         | S 24–20            | Balboa Stadium       |
| 7                 | at Oakland Raiders            | S 49–26            | Frank Youell Field   |
| 8                 | Denver Broncos                | P 35–35            | Polo Grounds         |
| 9                 | San Diego Chargers            | S 53–7             | Polo Grounds         |
| 10                | at Houston Oilers             | S 31–27            | Jeppesen Stadium     |
| 11                | at Denver Broncos             | V 14–9             | Bears Stadium        |
|                   | Gare rimandate al 22 dicembre |                    |                      |
| 12                | Kansas City Chiefs            | V 17–0             | Polo Grounds         |
| 13                | at Buffalo Bills              | S 45–14            | War Memorial Stadium |
| 14                | Buffalo Bills                 | S 19–10            | Polo Grounds         |
| 15                | at Kansas City Chiefs         | S 48–0             | Municipal Stadium    |

## Classifiche
| AFL Eastern Division | AFL Eastern Division | AFL Eastern Division | AFL Eastern Division | AFL Eastern Division | AFL Eastern Division | AFL Eastern Division | AFL Eastern Division | AFL Eastern Division | AFL Eastern Division |
|                      | V                    | S                    | P                    | %                    | DIV                  | PF                   | PS                   | STR                  |                      |
| -------------------- | -------------------- | -------------------- | -------------------- | -------------------- | -------------------- | -------------------- | -------------------- | -------------------- | -------------------- |
| Boston Patriots      | 7                    | 6                    | 1                    | .538                 | 4–2                  | 327                  | 257                  | S1                   |                      |
| Buffalo Bills        | 7                    | 6                    | 1                    | .538                 | 3–3                  | 304                  | 291                  | V2                   |                      |
| Houston Oilers       | 6                    | 8                    | 0                    | .429                 | 3–3                  | 302                  | 372                  | S4                   |                      |
| New York Jets        | 5                    | 8                    | 1                    | .385                 | 2–4                  | 249                  | 399                  | S3                   |                      |

Nota: I pareggi non venivano conteggiati ai fini della classifica fino al 1972.